# Anopheles ziemanni
Anopheles ziemanni är en tvåvingeart som beskrevs av Karl Grünberg 1902. Anopheles ziemanni ingår i släktet Anopheles och familjen stickmyggor. Inga underarter finns listade i Catalogue of Life.